# Saint-Léger-du-Gennetey
Saint-Léger-du-Gennetey è un comune francese di 161 abitanti situato nel dipartimento dell'Eure nella regione della Normandia.

## Società

### Evoluzione demografica
Abitanti censiti